# 9291 Alanburdick
9291 Alanburdick è un asteroide della fascia principale. Scoperto nel 1982, presenta un'orbita caratterizzata da un semiasse maggiore pari a 3,0593200 UA e da un'eccentricità di 0,1071795, inclinata di 10,10189° rispetto all'eclittica.